# 詹姆斯·帕克斯頓
詹姆斯·艾爾斯登·帕克斯頓（英語：James Alston Paxton，1988年11月6日—），綽號「大楓葉」，為前美國職棒大聯盟的投手，他生涯曾效力過水手、洋基、紅襪與道奇等隊。
2010年美國職棒大聯盟選秀，水手隊在第四輪選進帕克斯頓。2018年5月8日，他在客場面對藍鳥隊投出無安打比賽，成為史上第一位在加拿大投出無安打比賽的加拿大籍球員。

## 職業生涯

### 西雅圖水手
2011年3月4日，帕克斯頓與水手隊簽約。該年球季他待在1A和2A。他拿下6勝3敗，防禦率2.37，131次三振，被打擊率僅2成15。他與隊友Alex Liddi一同入選未來之星明星賽。2012年，帕克斯頓受邀參加春訓，不過春訓結束後就回到2A。

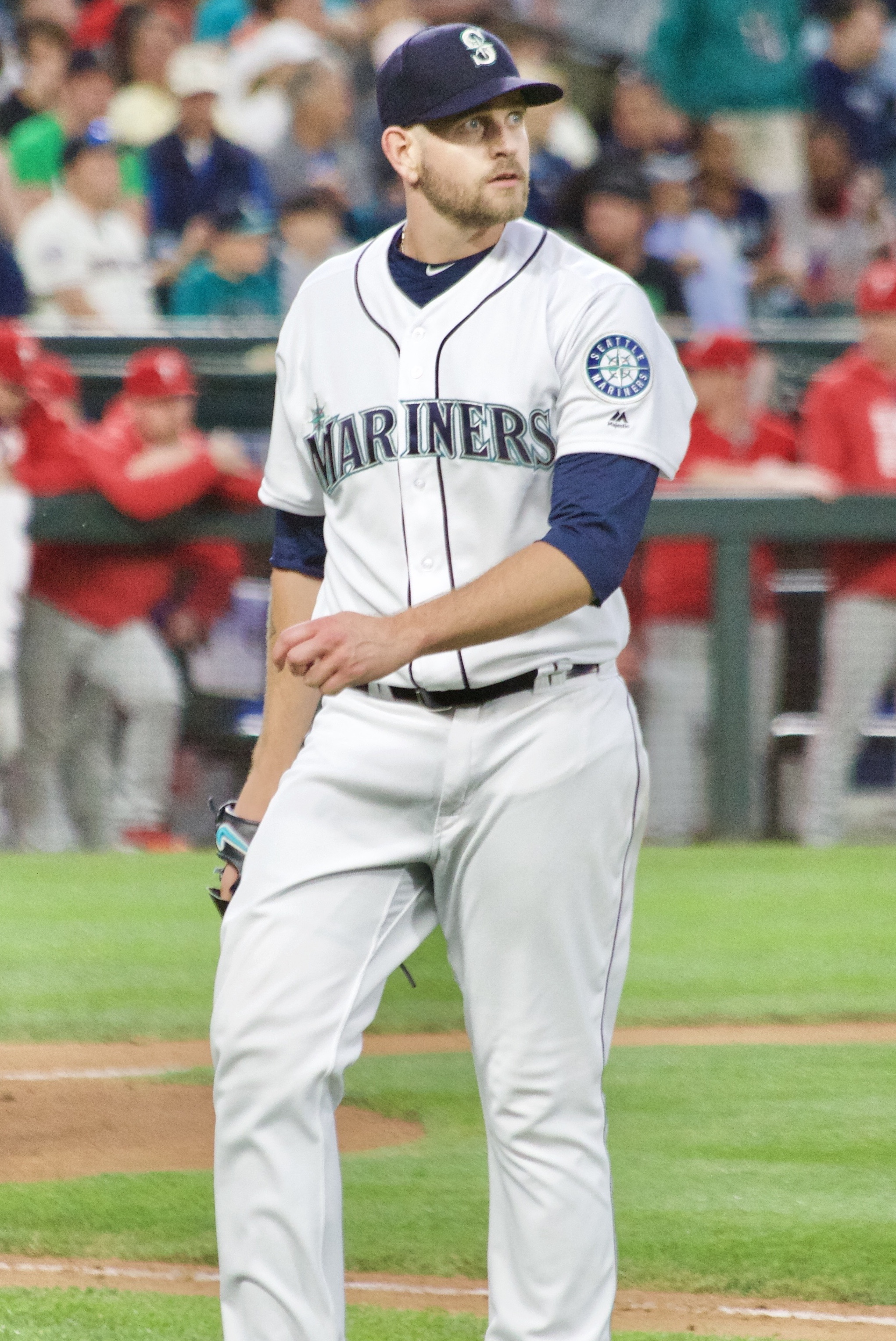
2017年的帕克斯頓

2013年球季，帕克斯頓升上3A。該年9月3日，他被水手隊登錄進擴編名單，並於9月7日登上大聯盟。該年他先發4場比賽，拿下3勝0敗。
2014年球季，帕克斯頓進入了水手隊的先發輪值內。不過該年他僅先發1場就進入了傷兵名單。他的傷勢也持續到了2015年，這使得他連續2年的先發場次都只有13場。2016年春訓，他的防禦率超過了9，因此被下放到3A。直到「國王」費利克斯·赫南德茲受傷才回到大聯盟。
2017年球季，帕克斯頓在前3場先發都沒有失分。4月10日至16日，他拿下美聯單週最佳球員。5月5日，他因左前臂緊繃而進入傷兵名單。7月24日至30日，他與艾德里安·貝爾垂一起拿下美聯單週最佳球員。同時他也拿下7月份的美聯單月最佳投手。不過8月10日，他在面對天使隊的比賽中傷到左胸肌。該年他投出15次暴投是大聯盟最多。
2018年5月2日，帕克斯頓投出生涯新高的單場16次三振。不過牛棚卻搞砸了他的勝投。5月8日，他面對藍鳥隊投出無安打比賽。該場比賽他投了99顆球，送出3次保送。他是繼1945年的Dick Fowler後，第一位投出無安打比賽的加拿大籍投手。而他不僅是第一位在加拿大投出無安打比賽的加拿大人，也是水手隊史第一位在客場投出無安打比賽的投手。7月13日，他因為背傷而進入傷兵名單。該年他拿下11勝6敗，防禦率3.76。

### 紐約洋基
2018年11月19日，洋基隊用Justus Sheffield、Dom Thompson-Williams與Erik Swanson向水手隊交易帕克斯頓。2019年4月，帕克斯頓成為繼1998年的大衛·孔恩後，第一位連續2場先發都送出至少12次三振的洋基投手。2019年他先發29場比賽，拿下15勝6敗，防禦率3.82的成績。

### 西雅圖水手
2021年2月14日，與西雅圖水手簽下1年850美金合約，附帶150萬激勵獎金。

## 軼事
- 2018年4月6日，水手與雙城在進行賽前唱國歌儀式時，同時邀請美國冰壺代表隊一起唱國歌。而在唱國歌也將俗稱美國鷹的白頭鷹放進場內盤旋飛行，結果有一隻白頭鷹在飛行途中突然停在帕克斯頓的肩膀上。不過帕克斯頓當下倒是很冷靜，事後他也說到：「我不會跑，我想我也跑不過牠，所以不如就待著看看會發生什麼事情。」[16]

## 參看
- 美國職棒大聯盟無安打比賽列表

## 外部連結
- 球員資訊和成績在MLB，ESPN，Baseball-Reference，Fangraphs（英文）

| 前任： 沃克·布勒 Tony Cingrani Yimi Garcia Adam Liberatore | 無安打比賽 2018年5月8日 | 繼任： 麥克·菲爾斯 |